# Ella Nelson
Ella Nelson (* 10. Mai 1994 in Hurstville City) ist eine australische Sprinterin, die sich auf 200 Meter spezialisiert hat.

## Sportliche Laufbahn
2016 vertrat sie Australien bei den Olympischen Sommerspielen in Rio de Janeiro im 200-Meter-Lauf. Dort erreichte sie das Halbfinale und den 9. Platz, verpasste jedoch das Finale um 0,01 Sekunden.
Zwischen 2014 und 2017 wurde Nelson australische Meisterin im 200-Meter-Lauf.